# Lecanora usneicola
Lecanora usneicola is een korstmos dat behoort de familie Lecanoraceae. Deze korstmossoort staat bekend om zijn symbiotische relatie met het baardmos Usnea barbata.

## Kenmerken
Lecanora usneicola wordt gekenmerkt door zijn kleine, schotelvormige apothecia (vruchtlichamen), die variëren in diameter van 1 tot 3 millimeter. Het thallus van het korstmos heeft een grijze tot bruine kleur en een glad oppervlak. De randen van de schotelvormige apothecia zijn vaak naar boven gewelfd en de structuur kan enigszins knobbelig lijken. 

## Ecologie
Lecanora usneicola hecht zich vaak aan de takken van bomen, zoals dennen en eiken, waar het een nauwe relatie heeft met Usnea barbata. Het korstmos groeit op het oppervlak van de stengels van Usnea barbata en profiteert van de omgevingsomstandigheden die door het baardmos worden gecreëerd. De aanwezigheid van Lecanora usneicola lijkt geen schadelijke invloed te hebben op Usnea barbata, maar eerder een harmonieuze relatie te vormen. Het korstmos heeft de neiging om te profiteren van de structuur en het substraat dat door het baardmos wordt geboden, en in ruil daarvoor kan het bijdragen aan de algemene ecologische diversiteit van het ecosysteem.
Lecanora usneicola wordt vaak aangetroffen in gematigde en boreale bossen, vooral in Noord-Amerika en Europa. Het gedijt in vochtige omstandigheden en koloniseert vaak bomen met een hoog vochtgehalte, waar Usnea barbata ook aanwezig is.